# Nati nell'840
| Questa pagina contiene informazioni ricavate automaticamente dalle voci biografiche con l'ausilio del template Bio e di un bot. L'aggiornamento è periodico e automatico e ricostruisce completamente la pagina. Se manca una persona in questa lista, sei pregato di non aggiungerla, ma accertati piuttosto che la sua voce biografica contenga il template Bio e che i dati anagrafici siano correttamente compilati. Se il template Bio manca, inseriscilo tu stesso o, in alternativa, metti l'avviso {{tmp\|Bio}} che ne segnala la mancanza. Se i dati riportati sono sbagliati, correggi direttamente la voce biografica; le modifiche saranno visibili in questa lista entro pochi giorni. Per chiarimenti vedi il progetto biografie. La lista contiene solo le 7 persone che sono citate nell'enciclopedia e per le quali è stato implementato correttamente il template Bio. Pagina aggiornata al 10 feb 2025. |

- 19 gennaio - Michele III, imperatore bizantino († 867)
- 25 ottobre - Ya'qub ibn al-Layth al-Saffar, persiano († 879)
- Caoshan Benji, maestro zen cinese († 901)
- Hathumoda, badessa tedesca († 874)
- Lotario I di Stade, nobile tedesco († 880)
- Notker I di San Gallo, abate, poeta e compositore tedesco († 912)
- Papa Teodoro II, papa e vescovo